# Gustaf Mauritz Armfelt
El conde Gustaf Mauritz Armfelt (en ruso: Граф Густав-Маврикий Максимович Армфельт, tr. Gustav-Mavrikiy Maksimovich Armfel't; 31 de marzo de 1757 - 19 de agosto de 1814) fue un conde, barón, cortesano, general y diplomático ruso-sueco-finlandés. En Finlandia se le considera uno de los estadistas finlandeses más importantes. Sus consejos al zar ruso Alejandro I fueron fundamentales para garantizar la autonomía del Gran Ducado de Finlandia.       

## Carrera en el Reino de Suecia
Nacido en Tarvasjoki, Finlandia, era bisnieto del general de Carlos XII de Suecia, Carl Gustaf Armfeldt . 
En 1774, Armfelt se convirtió en alférez de la guardia, pero su comportamiento frívolo en un duelo disgustó a Gustavo III de Suecia. Por este motivo, en 1778 consideró prudente marcharse al extranjero. Sin embargo, en 1780 volvió a reunirse con el rey en Spa, en los Países Bajos austriacos, y se ganó por completo al monarca, que hasta entonces estaba descontento, con su amabilidad natural, su inteligencia y sus dotes sociales. A partir de entonces, amasó una gran fortuna. Al principio, se le asignó el cargo de maître des plaisirs en la corte sueca, pero pronto pasó a ocupar puestos de mayor responsabilidad. Participó en las negociaciones con Catalina II de Rusia en 1783 y, durante la guerra ruso-sueca (1788-1790), fue uno de los consejeros más activos y de mayor confianza del rey.  
Durante este periodo, demostró un gran valor en el campo de batalla. En 1788, cuando los daneses invadieron Suecia inesperadamente y amenazaron Gotemburgo, Armfelt organizó las levas dalecarlianas bajo la dirección del rey y las condujo a la victoria. Permaneció absolutamente fiel al rey Gustavo cuando casi toda la nobleza sueca le abandonó. Armfelt destacó en las últimas fases de la guerra ruso-sueca y se convirtió en el plenipotenciario sueco que negoció el fin de la guerra con el Tratado de Värälä en agosto de 1790. Armfelt había resultado gravemente herido en la batalla de Savitaipale en junio de 1790. Durante el reinado de Gustavo III, Armfelt ejerció una influencia primordial en Suecia, aunque se manifestó contra la obstinación de su señor con los Borbones.  

## Diplomacia

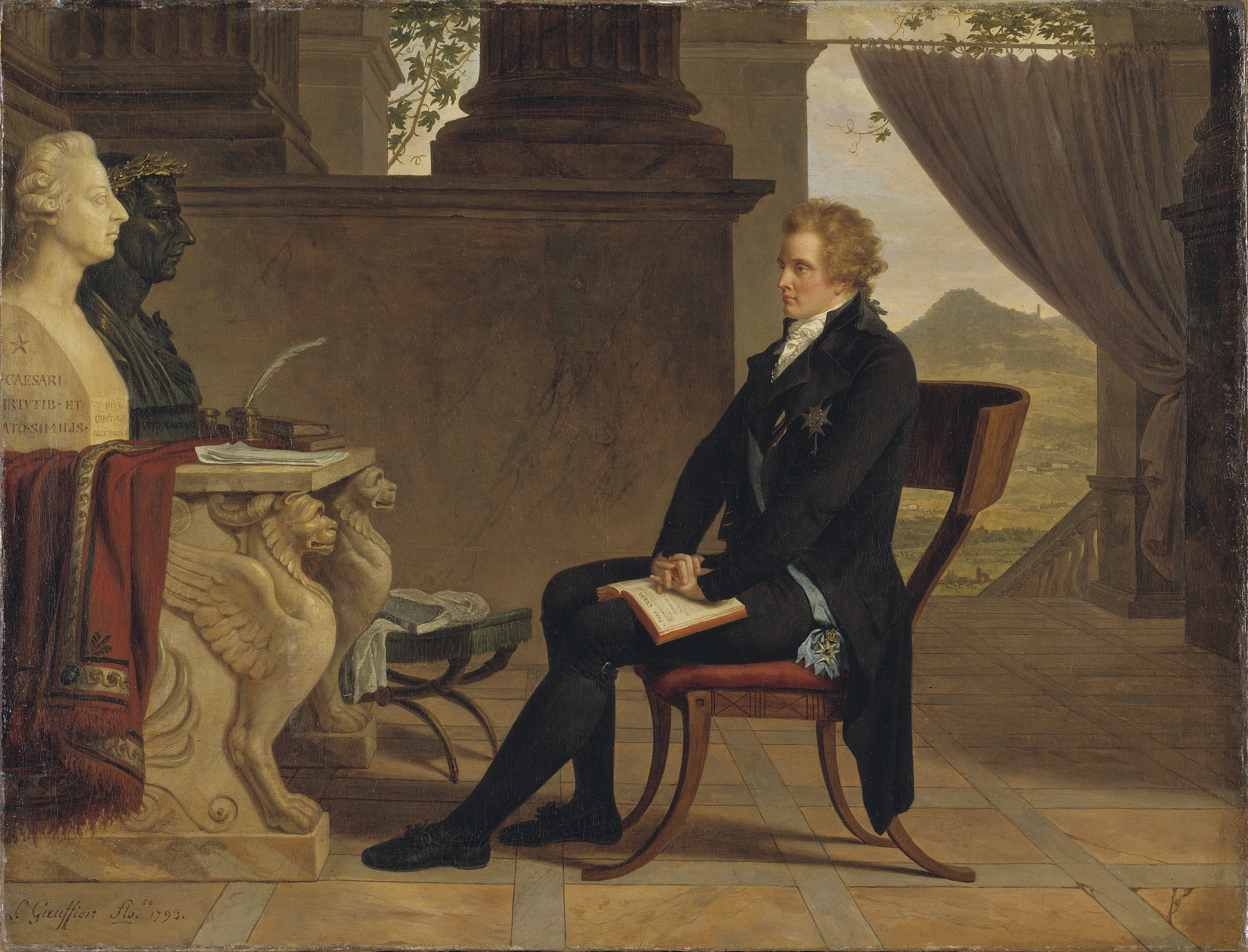
Gustaf Mauritz Armfelt en Florencia en 1793 por Louis Gauffier.

En su lecho de muerte, en 1792, el rey Gustavo III confió el cuidado de su hijo a Armfelt y le nombró miembro del Consejo Privado, que debía asesorar al nuevo regente, su hermano menor, Carlos. Armfelt también fue nombrado gobernador de Estocolmo, pero el nuevo regente era firmemente antigustaviano y lo envió como embajador sueco en Nápoles para deshacerse de él. 
Desde Nápoles, Armfelt inició comunicaciones secretas con la emperatriz rusa Catalina la Grande, argumentando que debía provocar un cambio en el gobierno sueco a favor de los gustavianos mediante una intervención militar. Sin embargo, la conspiración de Armfelt fue descubierta por espías de la regente, que envió inmediatamente un buque de guerra sueco a Nápoles para apresarlo. Con la ayuda de la reina Carolina, británica exiliada, logró escapar por los pelos. Huyó a Rusia, donde fue internado en Kaluga entre 1794 y 1797. En su país fue condenado a muerte como traidor y se confiscaron sus bienes. Su amante, Magdalena Rudenschöld, fue juzgada y condenada por complicidad, y posteriormente encadenada en la picota de la plaza Riddarhus antes de ser encarcelada durante dos años en Estocolmo.  

## Contra la Francia de Napoleón

Armfelt por Joseph Maria Grassi 1799-1801.

Cuando Gustavo IV de Suecia alcanzó la mayoría de edad, Armfelt fue completamente rehabilitado y enviado como embajador sueco a Viena en 1802, pero se vio obligado a abandonar el cargo dos años más tarde por criticar duramente la actitud del gobierno austriaco hacia Napoleón Bonaparte. De 1805 a 1807, fue comandante en jefe de las fuerzas suecas en Pomerania, donde demostró una gran habilidad y detuvo la conquista del ducado durante el mayor tiempo posible; la Gran Salida de Stralsund fue especialmente exitosa. En 1807 fue ascendido a general de infantería. Armfelt fue invitado a ingresar en la Real Academia Militar. A su regreso a casa, fue nombrado comandante en jefe de la frontera noruega, donde se vio paralizado en sus funciones por el constante flujo de órdenes, contraórdenes y desórdenes de su señor.  
Armfelt apoyó la alianza militar entre Suecia y el Reino Unido para enfrentarse a los intereses de Napoleón en Europa. El plan principal consistía en unir Noruega a Dinamarca y resistir los avances rusos. Esta alianza sentó las bases para la próxima Guerra de Finlandia, que estalló en 1808. Napoleón exigió a Alejandro I, aliado de Francia, que declarara la guerra a Suecia y conquistara Finlandia. Los habitantes de San Petersburgo estaban preocupados por la posible presencia de la Marina Real en el mar Báltico. La Marina Real podía utilizar la costa finlandesa como base para bombardear la capital del imperio.
Antes de la Revolución Francesa de 1789, Suecia era un estrecho aliado de Francia y del rey Luis XVI. Suecia incluso apoyó a Francia durante la Guerra Revolucionaria Americana. El rey de Suecia Gustavo IV Adolfo y Armfelt despreciaban a los revolucionarios franceses y a Napoleón Bonaparte. La política exterior de Gustavo IV Adolfo fue inquebrantablemente contraria a Francia. Suecia no quiso unirse al Sistema Continental, lo que enfureció a Francia.
La guerra danesa-sueca de 1808-1809 comenzó en marzo de 1808. Suecia se encontró en una guerra de dos frentes contra Dinamarca-Noruega y Rusia. Armfelt sirvió como comandante en jefe de la frontera noruega y dirigió con éxito sus fuerzas. La Marina Real estableció un bloqueo naval contra Noruega y también contuvo las fuerzas de Napoleón en Dinamarca, mientras que la alianza de Suecia con el Reino Unido resultó efectiva en el frente occidental. 

## La Rusia Imperial y el Gran Ducado de Finlandia

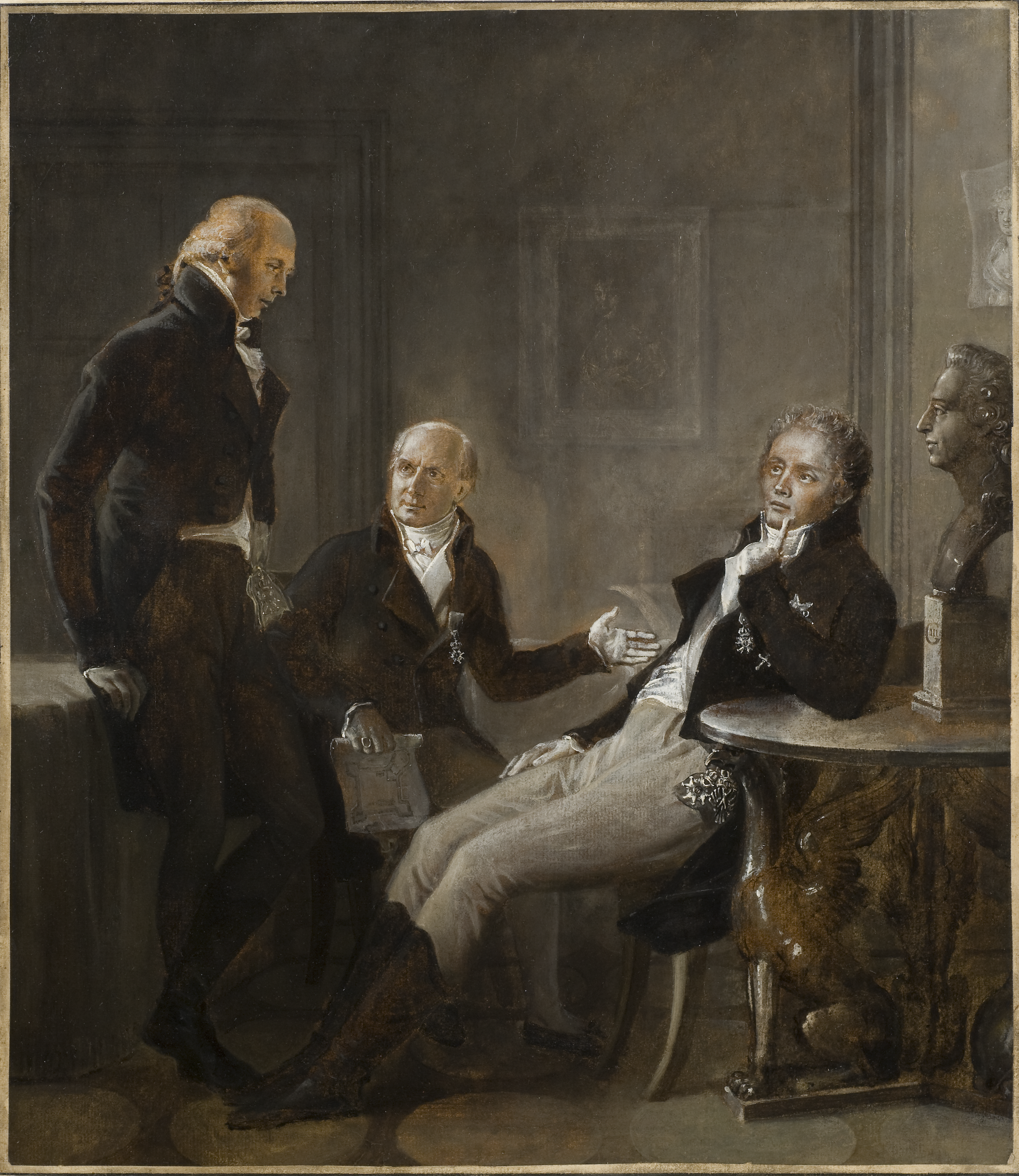
Tres gustavianos —Johan Fredrik Aminoff, Johan Albrecht Ehrenström y Gustaf Mauritz Armfelt— emergieron como figuras significativas en el recién formado Gran Ducado de Finlandia.

La política exterior de Gustavo IV Adolfo condujo a la guerra con Rusia en 1808. Napoleón presionó a Rusia para que atacara Finlandia. El gran ejército sueco estaba acampado cerca de la frontera con Noruega. Rusia lanzó su ataque contra Finlandia en febrero, durante el invierno. La congelación del mar Báltico hizo imposible trasladar el gran ejército a Finlandia. Como resultado, Finlandia no pudo defenderse eficazmente y Rusia conquistó grandes partes del país en pocos meses. Los malos resultados de Suecia en la guerra provocaron malestar político en Estocolmo, lo que llevó a los usurpadores a planear el derrocamiento de Gustavo IV Adolfo.
Armfelt se opuso firmemente a los revolucionarios que derrocaron a Gustavo IV y exiliaron a su familia en el golpe de 1809. Fue el más valiente de los partidarios del rey depuesto y decidió retirarse a Finlandia, que había sido cedida a Rusia.  
Sin embargo, Armfelt fue nombrado para ocupar altos cargos en el gobierno sueco. El rey Carlos XIII le invitó a formar parte del Consejo Privado y le nombró presidente de la Escuela Superior de Guerra.  
Suecia eligió a Jean-Baptiste Jules Bernadotte como nuevo príncipe heredero. Armfelt decidió visitar su finca de Halikko (Finlandia), que poseía desde 1801, en el verano de 1810. Durante el viaje, también visitó San Petersburgo y se entrevistó con el emperador Alejandro I, quien le dispensó su favor. Durante la reunión, Armfelt presentó al emperador un memorándum sobre las condiciones de Finlandia. Además, esbozó un plan para el Comité de Asuntos Finlandeses que más tarde ultimó él mismo y el conde Mijaíl Speranski.  
Armfelt dimitió del ejército sueco en octubre de 1810. El pueblo sueco difundió informes infundados sobre él. El 29 de marzo de 1811, el rey Carlos XIII expulsó a Armfelt del país. Napoleón apoyó la expulsión, ya que sentía una gran aversión hacia él. Al día siguiente, Armfelt se reunió con el embajador ruso, el general conde Jan Peter van Suchtelen. Armfelt juró lealtad al emperador de Rusia y luego viajó a Finlandia.  
Armfelt mejoró mucho su posición en Rusia. Tras deponer a Speransky, ejerció casi tanta influencia sobre el emperador Alejandro I como Adam Czartoryski. Contribuyó más que nadie a la independencia de Finlandia con su plan de convertir el Gran Ducado de Finlandia en un Estado autónomo dentro del Imperio ruso. 
En 1811 se trasladó a San Petersburgo, donde fue nombrado presidente del Comité de Asuntos Finlandeses. Además, se convirtió en miembro del Consejo de Estado ruso. Armfelt no pudo ejercer como tal durante las guerras napoleónicas. Johan Fredrik Aminoff actuó temporalmente en su lugar. 
La influencia de Armfelt fue decisiva cuando la Antigua Finlandia se unió con Finlandia. El emperador Alejandro apoyó la propuesta de Armfelt en 1811. 
Armfelt, que había sido canciller de la Real Academia de Turku entre 1791 y 1792, fue nombrado canciller de la nueva Academia Imperial de Turku en 1812. Ocupó el cargo durante dos años. En 1812, el agradecido Emperador lo elevó al rango de conde . 
El emperador francés Napoleón invadió Rusia en 1812. Armfelt fue ascendido al rango de General de Infantería y se convirtió en Ayudante General del Emperador Alejandro I. Participó en las guerras napoleónicas. 
En 1812, el emperador Alejandro I y el príncipe heredero de Suecia, Carlos XIV Juan, se reunieron en Turku, en Finlandia. Armfelt ejerció una notable influencia en la política exterior sueca. Como resultado de la reunión, Suecia abandonó su plan de reclamar Finlandia a Rusia. Armfelt propuso a Suecia una estrategia alternativa: sugerir la conquista de Noruega por parte de Dinamarca. 
A Armfelt no le gustaba Turku porque sus ciudadanos apoyaban las ideas revolucionarias e incluso a Napoleón. Helsinki, como nueva capital de Finlandia, estaba más cerca de San Petersburgo y menos expuesta a la agitación política. Armfelt persuadió a Alejandro para que trasladara la capital en 1812. 
Fue ministro secretario de Estado de Finlandia y máximo representante del Gran Ducado en San Petersburgo entre 1812 y 1814. También fue gobernador general de Finlandia brevemente en 1813. Nunca se llevó bien con el primer gobernador general de Finlandia, el conde Georg Magnus Sprengtporten, quien también era un firme partidario del Gran Ducado en sus inicios.  
Murió en Tsarskoe Selo, cerca de San Petersburgo, el 19 de agosto de 1814. En la Catedral de Kazán, en San Petersburgo, tuvo lugar una gran procesión fúnebre. Armfelt estuvo acompañado por regimientos finlandeses y rusos. Fue enterrado en la tumba familiar en la iglesia de Halikko, ubicada en Halikko, Finlandia.  

## Títulos
- Rusia Conde (1812)[6]
- Suecia Barón (1757)[6]

## Condecoraciones
- Dinamarca: Orden del Elefante Gran Cruz (1787) [6]
- Suecia:Orden de los Caballeros de la Espada  (1789) [6]
- Rusia: Orden  de Santa Ana de 1.ª clase (1789) [6]
- Rusia: Estrella de plata de la Orden de Alejandro Nevski  con diamantes (1789) [6]
- Rusia: Cruz de plata de la Orden de San Andrés  con diamantes (1789) [6]
- Suecia: Orden de la Espada de Suecia  Cruz (1789) [6]
- Suecia: Orden de los Caballeros Serafines  (1789) [6]
- Suecia: Señor del Reino  [6]

## Legado

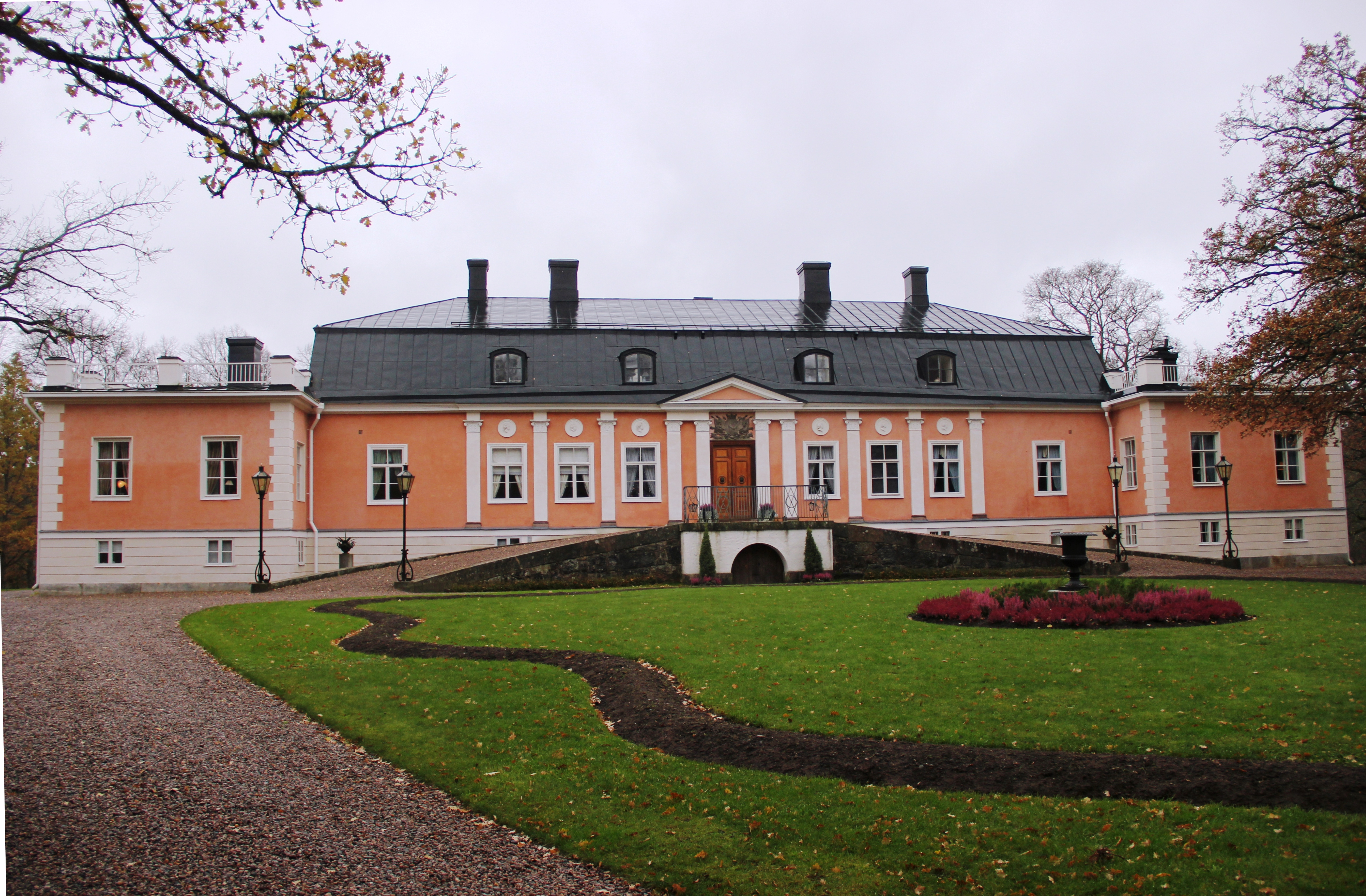
La mansión Joensuu era propiedad de Armfelt en Halikko, Finlandia.

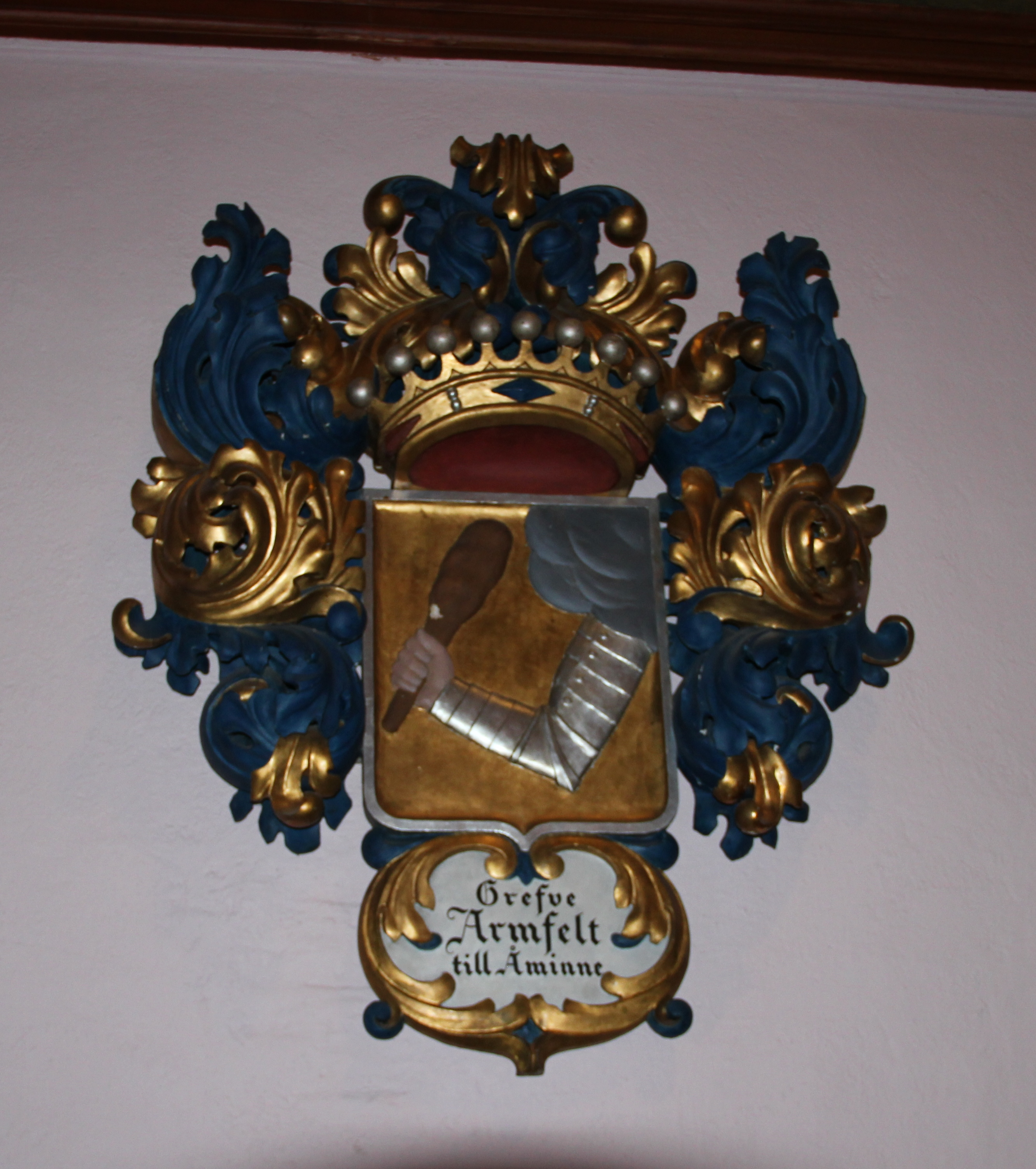
Escudo de armas de Armfelt en la iglesia de Halikko.

Junto con el conde Georg Magnus Sprengtporten, Armfelt es considerado uno de los padres de la independencia finlandesa. Debido a su impopularidad entre la nobleza sueca antigustaviana y a su «conversión al rusismo», Armfelt ha sido un personaje un tanto misterioso y generalmente desconocido en la historia sueca.
El desconocimiento de Armfelt y sus logros persistió durante más de un siglo en Suecia, pero solo recientemente ha surgido allí un enfoque más matizado y positivo sobre él. En Finlandia siempre se le ha considerado un gran patriota y estadista.
El embajador Ilkka Pastinen, que tradujo del sueco al finlandés el libro de Stig Ramel sobre Armfelt, describe la finca de Armfelt, la mansión de Joensuu, como algo significativo para los finlandeses, comparable a lo que Mount Vernon, la residencia privada del presidente George Washington, es para los estadounidenses. Armfelt apoyó la guerra de la Independencia estadounidense.
Como Armfelt optó por permanecer leal a Finlandia y a su pueblo, en lugar de a su antiguo gobernante, fue tachado de traidor en Suecia y condenado a muerte por traición. El pueblo sueco no podía aceptar entonces la pérdida de Finlandia, que había formado parte del reino durante más de seiscientos años. Su angustia se vio exacerbada por el hecho de que la provincia había caído en manos del archienemigo de Suecia, Rusia. Sin embargo, la sentencia de muerte de Armfelt no tuvo ningún significado fuera de Suecia, ya que nunca se lanzó un intento realista de reconquistar Finlandia. Los políticos amenazaban con actuar principalmente para ganarse el favor de la nobleza y el pueblo llano. Ya en 1812, Suecia se alió con Rusia y la sentencia fue anulada..   

## Familia
En 1785, Armfelt se casó con la condesa Hedvig Ulrika De la Gardie (1761-1832), hija del conde Carl Julius De la Gardie y la condesa Magdalena Christina Stenbock. 
Tuvieron los siguientes ocho hijos:
1. María Magdalena Catharina Augusta Armfelt, (1786-1845), condesa
2. Gustavo Fredrik Armfelt, (1788-1789).
3. Carl Armfelt, nació y murió en 1788.
4. Magnus Armfelt, nació y murió en 1788.
5. Gustaf Magnus Armfelt, (1792–1856), general de división, conde
6. Alexander Armfelt (1794-1876), capitán, ministro secretario de estado finlandés, consejero privado, conde
7. Constantin Armfelt, (1796-1797).
8. Carl Magnus Wilhelm Armfelt, (1797–1878).

Del romance con la actriz Mademoiselle L'Eclair en París, Armfelt tuvo un hijo ilegítimo, Maurice L'Eclair (1780-1841). Del romance con la princesa Wilhelmine, duquesa de Sagan, tuvo una hija ilegítima, Adelaide Gustava Aspasie (Vava) Armfelt (1801-1881). Maurice fue nombrado caballero en 1816 en Suecia con el nombre de Mauritz Clairfalk y llegó a ser general; Vava fue adoptada por la familia Armfelt en 1812.